# 圣维克托 (阿尔代什省)
圣维克托（法語：Saint-Victor，法語發音：[sɛ̃ viktɔʁ]）是法国阿尔代什省的一个市镇，属于罗讷河畔图尔农区。

## 地理
圣维克托（45°6'3"N, 4°40'21"E）面积31.88 平方千米，位于法国奥弗涅-罗讷-阿尔卑斯大区阿尔代什省，该省份为法国东南部内陆省份，北起顺时针与卢瓦尔省、伊泽尔省、德龙省、沃克吕兹省、加尔省、洛泽尔省和上盧瓦爾省接壤。
与圣维克托接壤的市镇（或旧市镇、城区）包括：博扎、谢米纳、旧科隆比耶、埃塔布勒、普雷欧、圣费利西安、圣热尔代、沃德旺。

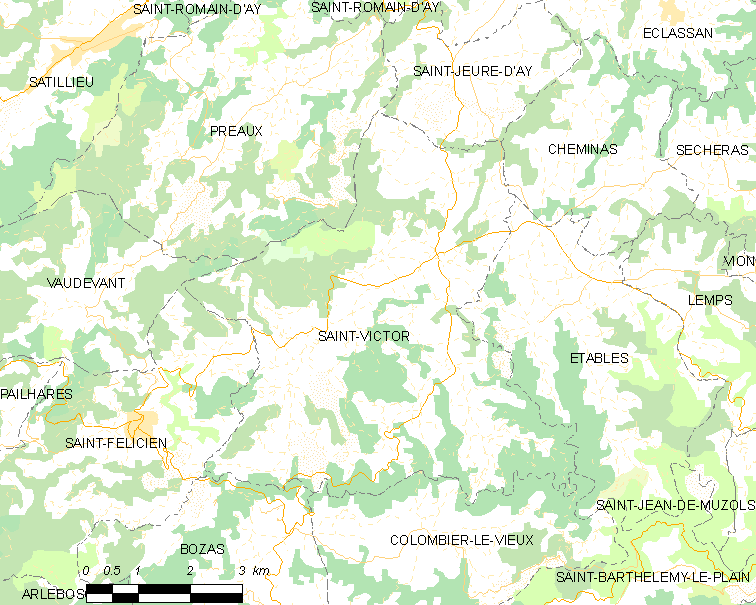
的OSM定位图

圣维克托的时区为UTC+01:00、UTC+02:00（夏令时）。

## 行政
圣维克托的邮政编码为07410，INSEE市镇编码为07301。

## 政治
圣维克托所属的省级选区为上维瓦赖县。

## 人口

1962-2008年间人口变化图示

圣维克托于2022年1月1日时的人口数量为961人。